# وای‌تی‌وی
وای‌تی‌وی (انگلیسی: YTV) یک شبکه تخصصی تلویزیونی ماهواره‌ای و کابلی کانادایی است که از سال ۱۹۸۸ میلادی مشغول به کار است. مالک این شبکه تلویزیونی، شرکت «کوروس انترتینمنت» است و برنامه‌هایش مشتمل بر مجموعه‌های کارتونی کودکان، سریال‌ها و فیلم است و برنامه‌هایی نیز شبکه‌های دیگر همچون نیکلودئون پخش می‌کند.
تا سال ۲۰۱۳ میلادی، این شبکه تلویزیونی ۱۱ میلیون مشترک و بیننده داشت.